# Triòxid de bismut i sodi
El triòxid de bismut i sodi, antigament anomenat bismutat de sodi, és el compost químic inorgànic de la classe dels òxids, constituït per cations sodi(1+), bismut(5+) i anions òxid amb la fórmula química NaBiO3. És un sòlid de color groguenc que és un oxidant fort. No és soluble en aigua freda.

## El bismutat de sodi com a forma de matèria quàntica

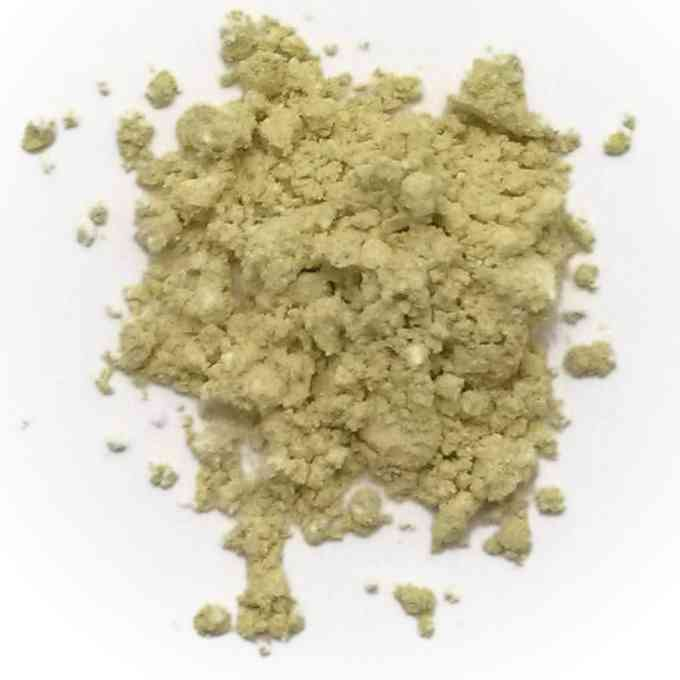
NaBiO₃.

El gener de 2014 el Lawrence Berkeley National Laboratory va anunciar que es va descobrir en el triòxid de bismut i sodi una nova forma natural de matèria quàntica en tres dimensions, comparable a les làmines de dues dimensions del grafè. Fonamentalment per la rapidesa al pas d'electrons superior a la que presenta el grafè, es preveu que es puguin realitzar, per exemple, nous transistors i nous hard drives més ràpids. Aquesta és la primera confirmació experimental de fermions Dirac a l'interior d'un material, un nou estat que, recentment, només s'havia proposat en la teoria.

## Estructura comuna del bismutat de sodi

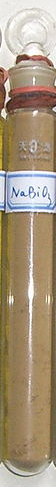
Vial de NaBiO₃.

El triòxid de bismut i sodi adopta una estructura perovskita, que consta de centres octaèdrics de Bi5+ amb els centres de Na+ ocupant els llocs cúbics. La distància mitjana de Bi-O és de 2,116 Å.

## Síntesi i reaccions
El bismut s'oxida a Bi(V) només difícilment quan hi ha absència d'àlcali. La preparació de les seves sals implica una mescla oxidant de Bi₂O₃ i Na₂O amb aire (font de O₂):
Na₂O + O₂ + Bi₂O₃ → 2 NaBiO₃
Aquest procediment és anàleg a la preparació d'oxidació de diòxid de manganès per donar manganat de sodi.
Oxida l'aigua, descomponent-se en òxid de bismut(III) i hidròxid de sodi:
4 NaBiO₃ + 2 H₂O → 4 NaOH + 2 Bi₂O₃ + 3 O₂
Es descompon més ràpidament mitjançant àcids.
És un oxidant fort, el triòxid de bismut i sodi converteix virtualment qualsevol compost de manganès a permanganat, el qual fàcilment és assajat espectrofotomètricament. També es fa servir per a la producció, a escala de laboratori, del plutoni.